# Allan Mann
Allan Mann (... – 20 agosto 2014) è stato un rugbista a 15 scozzese, di ruolo apertura, primo giocatore straniero del Petrarca.

## Carriera
Nella stagione 1969-70 si laurea Campione d'Italia con il Petrarca.

## Palmarès
- Campionati italiani: 1
Petrarca: 1969-70